# Движение за новую культуру
Движение за новую культуру (кит. трад. 新文化運動, упр. 新文化运动, пиньинь Xīn wénhuà yùndòng) середины 1910-х и 1920-х годов возникло из-за разочарования в традиционной китайской культуре после неудачи Китайской республики, основанной в 1912 году, для решения проблем Китая. Такие учёные, как Чэнь Дусю, Цай Юаньпэй, Чэнь Хэнчжэ, Ли Дачжао, Лу Синь, Чжоу Цзожэнь, Хэ Дун, Цянь Сюаньтун, Лю Баньнун, Бин Синь и Ху Ши, получили классическое образование, но начали выступать против конфуцианских устоев. Они призывали к созданию новой китайской культуры, основанной на мировых и западных стандартах, особенно демократии и науке.
Их последователи продолжили работу и призывали к:
- народной литературе
- концу патриархальной семье в пользу свободы личности и освобождения женщин
- тому, что Китай — это нация среди наций, а не уникальная конфуцианская культура.
- пересмотру конфуцианских текстов и античной классики с использованием современных текстовых и критических методов, известных как Школа древности сомнений
- демократии и равноправию
- ориентации на будущее, а не на прошлое.

4 мая 1919 года студенты в Пекине протестовали против Парижской мирной конференции, давшей Японской империи права на провинцию Шаньдун, в то время принадлежавшую Германской империи, превращая это культурное движение в политическое, которое стало известно как Движение четвёртого мая.

## История
Двумя главными центрами литературы и интеллектуальной деятельности в Китае того времени являлись Пекин, а именно Пекинский университет и Университет Цинхуа, и Шанхай с его процветающим издательским делом. Основатели движения «Новая культура» сгруппировались в Пекинском университете, где их возглавил Цай Юаньпэй, когда он стал министром. Чэнь Дусю в качестве декана и Ли Дачао в качестве библиотекаря, в свою очередь, привлекли ведущих деятелей, таких как философ Ху Ши, исследователь буддизма Лян Шумин, историк Гу Цзэцзян и многие другие. Чэнь основал журнал «Новая молодёжь» в 1915 году, который стал самым заметным из сотен новых публикаций для публики нового среднего класса.
Юань Шикай, унаследовавший часть армии династии Цин после её распада в 1911 году, попытался установить порядок и единство, но он не смог защитить Китай от Японии, а также не смог провозгласить себя императором. Когда он умер в 1916 году, многим казалось что это является полным крахом традиционного порядка. В результате начался усиленный поиск замены традиционной культуры. Искали человека, который мог бы пойти глубже, чем изменения предыдущих поколений, которые принесли новые институты и новые политические формы. Смелые лидеры призвали к новой культуре.
Литературный истеблишмент, издательства, журналы, литературные общества и университеты обеспечили основу для активной литературной и интеллектуальной сцены в течение следующих десятилетий. Журнал «Новая молодёжь», который был ведущей платформой для обсуждения причин слабости Китая, возложил вину на конфуцианскую культуру. Чэнь Дусю призвал заменить «мистера Конфуция» на «мистер Наука» (賽 先生; 先生 先生; sài xiānsheng) и «г-н Демократия» (德 先生; dé xiānsheng). Другим результатом было распространение использования письменного китайского языка (白话文) вместо литературного или классического китайского языка. Ху Ши заявил, что «мёртвый язык не может производить живую литературу». Теоретически, новый формат позволял людям с не очень хорошим образованием читать тексты, статьи и книги.
Он заявил, что литературный, или классический китайский, который был письменным языком до начала движения, понимали только учёные и официальные лица (по иронии судьбы, новый местный язык включал много иностранных слов и японских неологизмов (васей-канго), что усложняло задачу. для многих читать). Учёные, такие как Ю. Р. Чао (Чжао Юаньжень) начали изучение китайского языка и диалектов с использованием западной терминологии. Ху Ши был одним из учёных, которые исследовали «Сон в красном тереме» и другие местные художественные произведения в качестве основы для национального языка. Литературные общества, такие как Общество Полумесяца, процветали. Литературный выход этого времени был огромен, многие писатели, которые впоследствии стали знаменитыми (например, Мао Дунь, Лао Ше, Лу Синь и Бин Синь), опубликовали свои первые работы. Например, сочинения и сюжеты Лу Синя вызвали сенсацию в осуждении конфуцианской культуры. «Дневник сумасшедшего» прямо подразумевал, что китайская традиционная культура была людоедской, и «Правдивая история А-Кью» показала типичных китайцев слабыми и обманчивыми. Наряду с этим музыканты, такие как Инь Цзычжун, присоединились к движению через музыку.
Лидеры новой культуры и их последователи теперь рассматривали Китай как нацию среди наций, а не как уникальную в культурном отношении страну. Большое количество западных доктрин стало модным, особенно те, которые усилили культурную критику и импульсы национального движения. Социальный дарвинизм, который был влиятельным с конца девятнадцатого века, сильно повлиял на работы Лу Синя. и был дополнен почти каждым «измом» мира. Цай Юаньпей, Ли Шичжэн и У Чжихуэй разработали концепцию китайского анархизма. Они утверждали, что китайское общество должно подвергнуться радикальным социальным изменениям, прежде чем политические изменения будут значимыми. Прагматизм Джона Дьюи стал популярным благодаря работам Ху Ши, Чан Монлина и Дао Синчжи.
Дьюи прибыл в Китай в 1919 году и уже в следующем году читал лекции. Бертран Рассел также читал лекции, чтобы согреть толпы. Лу Синь был подвержен идеям Ницше, которые также пропагандировал Ли Шицэн, Мао Дунь и многие другие интеллектуалы того времени.
Лидеры новой культуры, часто под влиянием анархистской программы, продвигали феминизм, и даже свободную любовь, как выпад в сторону традиционной семьи, изменяя условия, в которых следующие поколения воспринимали общество. Точнее говоря, движение заменило традиционную китайскую идею позиционного родства сексуальностью. Замена является основой новых индивидуалистических теорий, которые произошли в эту эпоху. Среди писателей-про-феминистов был Дин Лин.

## Развитие и развал движения
Демонстрации четвёртого мая 1919 года сначала объединили лидеров, но вскоре начались дебаты и разногласия по поводу роли политики. Ху Ши, Цай Юаньпэй и другие либералы призвали учащихся-демонстраторов вернуться к учёбе, но Чэнь Дусю и Ли Дачао, разочарованные неадекватностью культурных изменений, призвали к более радикальным политическим действиям. Они использовали своё положение преподавателей Пекинского университета для организации марксистских учебных групп и первого заседания Коммунистической партии Китая.
Ли призвал к «фундаментальным решениям», но Ху критиковал их абстрактность, призывая «больше изучать вопросы, меньше изучать „исмы“». Среди последователей Ли и Чена, ушедших в политику, был Мао Цзэдун.
Другие студенты прислушались к призыву Ху Ши вернуться к учёбе. Новые подходы сформировали мировоззрение для следующего поколения. Например, историк Гу Цзиган впервые применил «Новую историю», которую он изучал в Колумбийском университете, к классическим китайским текстам в «Сомневающееся античное движение». Гу также вдохновлял своих учеников на изучение китайских народных традиций, которые были проигнорированы или отклонены конфуцианскими учёными. Образование было в центре внимания новой культуры. Цай Юаньпей возглавил Новое общество образования, а студенты университета присоединились к движению массового образования Джеймса Йена и Тао Синчжи, которое способствовало распространению грамотности в качестве основы для более широкого политического участия.

## Медиа и общественное мнение
Китайская газетная журналистика была модернизирована в 1920-х годах в соответствии с международными стандартами благодаря влиянию движения «Новая культура». Роли журналиста и редактора были профессионализированы и стали престижной карьерой. Деловая сторона приобрела важность и с большим акцентом на рекламу и коммерческие новости, основные газеты, особенно в Шанхае, отошли от пропагандистской журналистики, которая характеризовала революционный период 1911 года. Вне главных центров национализм, продвигаемый в столичных ежедневных газетах, не был столь же отличительным как локализм и культурализм.
В 1924 году индийский нобелевский лауреат Рабиндранат Тагор прочёл много лекций в Китае. Он утверждал, что Китай может столкнуться с проблемами, интегрировав слишком много черт западной цивилизации в китайское общество. Несмотря на усилия Тагора, западные идеалы были основными компонентами движения новой культуры. Демократия стала жизненно важным инструментом для тех, кто был разочарован нестабильным состоянием Китая, в то время как наука стала важнейшим инструментом, позволяющим избавиться от «тьмы невежества и суеверий»
В общем, интеллектуалы Новой Культуры защищали и обсуждали широкий спектр космополитических решений, которые включали науку, технологию, индивидуализм, музыку и демократию, оставляя на будущее вопрос о том, какая организация или политическая власть может их осуществить. Антиимпериалистическое и популистское насилие середины 1920-х годов вскоре подавило интеллектуальные исследования и движение Новой культуры.

## Оценки и изменение взглядов
Ортодоксальные историки рассматривали движение «Новая культура» как революционный разрыв с феодальной мыслью и социальной практикой, а также появление революционных лидеров, которые создали Коммунистическую партию Китая и основали Китайскую Народную Республику в 1949 году. Мао Цзэдун писал, что Движение 4 мая «ознаменовало новый этап в буржуазно-демократической революции Китая против империализма и феодализма» и утверждал, что «в буржуазно-демократической революции появился мощный лагерь, лагерь, состоящий из рабочего класса, студенческих масс и новой национальной буржуазии»"
Историки на западе также рассматривали это движение как знак разрыва между традицией и современностью, но в последние время китайские и западные историки обычно утверждают, что изменения, продвигаемые лидерами Новой культуры, имеют корни, уходящие в прошлое на несколько поколений, и, таким образом, не были резким разрывом с традицией, которая, в любом случае, была довольно разнообразной, так же как ускорение более ранних тенденций. Исследования последних пятидесяти лет также показывают, что, хотя радикальные марксисты были важны в Движении новой культуры, было много других влиятельных лидеров, включая анархистов, консерваторов, христиан и либералов.
Переоценка, хотя и не ставит под сомнение высокую оценку мыслителей и писателей того периода, не принимает их само инициирование как культурных революционеров.
Другие историки также утверждают, что коммунистическая революция Мао, как он утверждал, не выполнила обещание Новой культуры и просвещения, а скорее предала свой дух независимого выражения и космополитизма. Ю Инши, ученик нового конфуцианского Цянь Му, недавно защищал конфуцианскую мысль от осуждения новой культуры. Он рассуждал, что поздний имперский Китай не был застойным, иррациональным и изолированным. Были условия, которые спровоцировали революцию, но мыслители позднего Цин уже использовали творческий потенциал Конфуция
Сюй Цзилинь, шанхайский интеллектуал, выступающий за либеральные ценности, по сути согласился с ортодоксальным мнением о том, что Движение за новую культуру было корнем китайской революции, но оценил результат иначе. Интеллигенты новой культуры, сказал Сюй, видели конфликт между национализмом и космополитизмом в их борьбе за «рациональный патриотизм», но космополитическое движение 1920-х годов сменилось «новой эпохой национализма». Подобно «дикой лошади», продолжал Сюй, «некогда безудержный уксусизм больше не мог быть ограничен, тем самым закладывая основы для дальнейших событий истории Китая в первой половине двадцатого века».